# Abia de la Obispalía
Abia de la Obispalía ist ein kleines Bergdorf und eine Gemeinde (municipio) mit nur noch 59 Einwohnern (Stand: 2024) in der spanischen Provinz Cuenca in der Autonomen Gemeinschaft Kastilien-La Mancha.

## Lage und Klima
Der Ort liegt in den Bergen knapp 30 km südwestlich von Cuenca in einer Höhe von ca. 1075 m; in der Umgebung entspringen die jeweils mehr als 150 km langen Flüsse Cigüela und Záncara, deren Wasser letztlich vom Río Guadiana aufgenommen wird. Aufgrund der Höhenlage ist das Klima eher gemäßigt bis kühl und regenreich.

## Bevölkerungsentwicklung
| Jahr      | 1857 | 1900 | 1950 | 2000 | 2021 |
| Einwohner | 587  | 612  | 601  | 85   | 57   |

Die Mechanisierung der Landwirtschaft und die Aufgabe bäuerlicher Kleinbetriebe („Höfesterben“) haben seit der zweiten Hälfte des 20. Jahrhunderts zu Arbeitslosigkeit und zur Abwanderung der meisten Einwohner geführt („Landflucht“).

## Wirtschaft
In früheren Zeiten lebten die Einwohner als Selbstversorger von der Landwirtschaft (Ackerbau und Viehzucht). Durch den Bau einer ca. 5 km langen Verbindungsstraße zur Hauptstraße nach Cuenca hat sich die Situation geändert. Seit den 1970er Jahren ist der innerspanische Tourismus in Form der Vermietung von Ferienhäusern (casas rurales) als Einnahmequelle hinzugekommen.

## Geschichte
Über die Geschichte des abgelegenen Bergdorfs ist so gut wie nichts bekannt.

## Sehenswürdigkeiten
- Eine Burgruine (castillo) dominiert das Dorf.
- Unmittelbar daneben liegt die Ruine einer romanischen Kirche mit einem später hinzugefügten Glockenturm (campanario), in der sich heute der Friedhof des Ortes befindet.[4]

Umgebung
- Das etwa 6 km (Luftlinie) in nordöstlicher Richtung entfernt liegende und ehemals zur Gemeinde gehörende Bergdorf Cabrejas wurde bereits im 19. Jahrhundert aufgegeben (despoblado).